# チャールズ・E・セバスチャン
チャールズ・エドワード・セバスチャン（Charles Edward Sebastian, 1873年3月30日 - 1929年4月17日）は、アメリカ合衆国の警察官・政治家である。25代目ロサンゼルス市警察本部長（1911年 - 1915年）、30代目ロサンゼルス市長（1915年7月1日 - 1916年9月2日）などを歴任した。所属政党は民主党。

## 経歴
1873年3月30日にミズーリ州ファーミントンにて生を受ける。カリフォルニア州には8歳の頃に移った。ベンチュラ郡の牧場で暮らし、後に管理人を務めた。ロサンゼルスに移った後は鉄道作業員を経て市清掃局に採用される。

### ロサンゼルス市警察

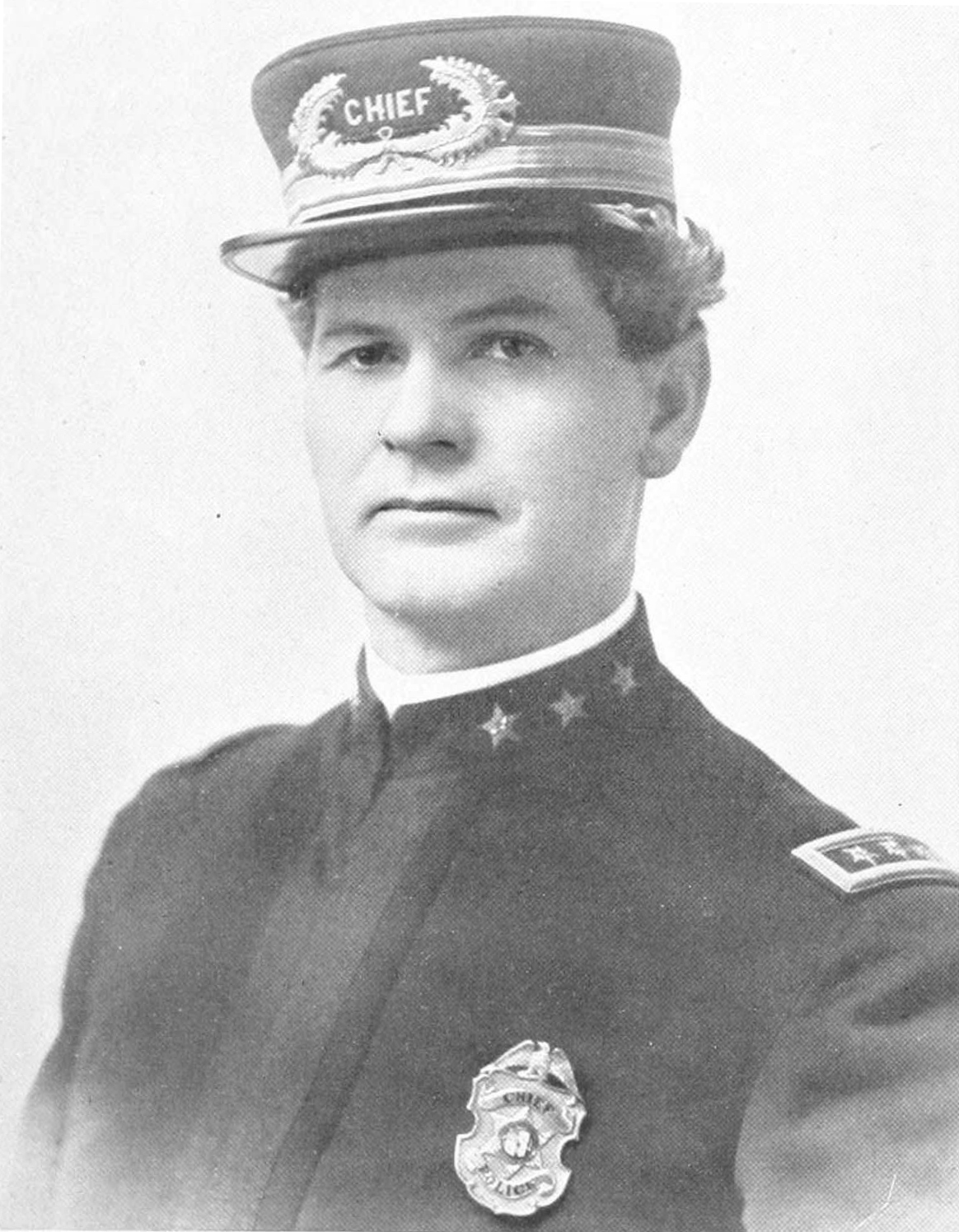
市警本部長時代のセバスチャン

1900年4月24日にロサンゼルス市警察（LAPD）に非常勤警察官（special policeman）として採用され、同年10月16日から常勤警察官を務める。アーサー・シプリアン・ハーパー市長の時代にはチャイナタウン班（Chinatown police squad）に所属。1911年、ジョージ・アレグザンダー市長によって市警本部長に任命された。当時37歳だったセバスチャンは歴代最年少の本部長であった。本部長に就任したセバスチャンは全米各地の警察を視察し、彼自身が「デトロイト市警と並んで最高の警察組織の1つ」と称するロサンゼルス市警の改善を模索した。
1913年、セバスチャンは中国系移民ロン・イェップ（Lung Yep）をLAPDの警察官として採用した。これはチャイナタウンを担当する警察官らがネイティブの中国人を必要としていたことが理由とされる。ロン・イェップは全米初の中国系警察官である。

### ロサンゼルス市長
風紀対策に注力した末、市警本部長としては初めて市長選の候補者となった。
彼は選挙前から様々なスキャンダルに巻き込まれていた。市長選数ヶ月前には、セバスチャンが身体障害者の浮浪者を撲殺したとして対立候補が訴訟を起こした。その訴えが取り下げられた直後、未成年の非行を助長したとして風紀紊乱の容疑で逮捕された。愛人リリアン・プラット（Lillian Pratt）が16歳の妹エディス・セーキン（Edith Serkin）を連れたままでセバスチャンとの密会を重ねていたとされた。結局、この件でもセバスチャンは無罪とされた。選挙前日には何者かがセバスチャンを銃撃した。発射された2発の銃弾はいずれも命中していなかった。そして選挙当日、セバスチャンは自らへの支持を煽るべく狂言暗殺を企てたとして訴えられた。ただし、この訴えもすぐに取り下げられている。彼は市警本部長時代にも、警察車両を使って愛人とのデートを楽しんだと言われている。
これらのスキャンダルにもかかわらず、市長選を制したセバスチャンは1915年7月に宣誓を行い、第30代ロサンゼルス市長に就任した。
就任から1年後、彼が愛人に宛てて書いた手紙を彼の妻が新聞社に持ち込み、彼の不倫行為が新聞紙上で暴露された。ある手紙は夫婦での市外旅行中に書かれたもので、「この年老いた不細工ババアではなく、君が一緒ならよかったんだが」（I wish you could have been along, instead of the Old Haybag）などと述べられていた。この手紙の文中の「不細工ババア」（Old Haybag）という言葉が注目され、マスコミからは「ヘイバック・レター」（The Haybag Letters）と呼ばれた。
この暴露の後、セバスチャンは記者を自宅に招いて取材に応じたが、一連の疑惑は事実無根だと述べる一方でまもなく辞任する意向であるとも語り、精神的に打ちのめされているようだと評された。また、顧問弁護士のアール・ロジャースは別の取材の際に、市長がブライト病を患っており、医師から職を辞して安静にするよう勧められていると語った。1916年9月、セバスチャンは市長の職を辞した。
短い任期の間、サンフェルナンド・バレーの大部分やウェストサイドを始めとする辺境地域との合併を主導した。

### 辞任後
辞任後はペリスに移った。1917年には市長選に再出馬したものの、得票数はわずか825票のみだった。同年には彼が主演する長編映画『The Downfall of a Mayor』が制作されたものの、完成には至らなかった。
辞職後のセバスチャンは、ダンスホールを経営したり講演会を行って生計を立てていた。また、第一次世界大戦頃の一時期は私立探偵を務めていたほか、ロサンゼルス市警への復職を申請して拒否された記録もある。さらに、かつてはスキャンダル追及を巡って激しく対立していた地方検事局にも短期間ながら捜査官として勤務した。セバスチャンの後任者であるフレデリック・T・ウッドマン市長の贈収賄疑惑を追及するにあたり、彼の経験や能力に価値を見出されたのではないかと噂された。一時期はガソリンスタンドで働いていたとも伝えられる。
「ヘイバック・レター」事件の後、妻エルシー（Elsie）からは3度離婚の訴えが起こされ、辞職から数年後の1921年になって正式に離婚が成立した。エルシーとの間に儲けた息子チャールズ・L・セバスチャン（Charles L. Sebastian）は外科医で、警察の受け入れ先に指定されていた病院に勤務していた。
晩年は愛人のプラットと共にヴェニスビーチの海沿いの家でほとんどを過ごした。脳卒中を起こした後にはプラットが彼の車椅子を押していたのを目撃されている。やがて患った肺炎が悪化し、医者だった息子の献身も虚しく、セバスチャンは1929年4月17日に死去した。遺体はカリフォルニア州シルマーのグレン・ヘブン記念墓地（Glen Haven Memorial Park）にて埋葬された。